# 耿道明
耿道明（1916年—1994年），男，山东潍县人，中华人民共和国军事人物，中国人民解放军少将，曾任中国人民保险公司总经理，中国银行副董事长，中国人民银行副行长。